# Gunaroš
Gunaroš (ćir.: Гунарош, mađ.: Gunaras) je naselje u općini Bačka Topola u Sjevernobačkom okrugu u Vojvodini.

## Stanovništvo
U naselju Gunaroš živi 1.441 stanovnik, od čega 1.153 punoljetana stanovnik s prosječnom starosti od 41,3 godina (39,9 kod muškaraca i 42,6 kod žena). U naselju ima 582 domaćinstva, a prosječan broj članova po domaćinstvu je 2,48.
Prema popisu iz 1991. godine u naselju je živjelo 1.531 stanovnika.
| Etnički sastav 2002. |            |        |
| Narod                | Stanovnika |        |
| Mađari               | 1401       | 97,22% |
| Srbi                 | 18         | 1,24%  |
| Jugoslaveni          | 6          | 0,41%  |
| Bunjevci             | 3          | 0,20%  |
| Hrvati               | 2          | 0,13%  |
| Crnogorci            | 1          | 0,06%  |
| Nijemci              | 1          | 0,06%  |
| nepoznato            | 0          | 0,00%  |

| broj stanovnika | 568   | 1333  | 1301  | 1219  | 1617  | 1531  | 1441  |
|                 | 1948. | 1953. | 1961. | 1971. | 1981. | 1991. | 2001. |

## Vanjske poveznice
- Karte, položaj vremenska prognoza  Arhivirana inačica izvorne stranice od 19. siječnja 2009. (Wayback Machine)
- Satelitska snimka naselja  Arhivirana inačica izvorne stranice od 18. veljače 2021. (Wayback Machine)